# Christine Love
Christine Sarah Love är en kanadensisk indie-speldesigner och författare som utvecklar visuella romaner, främst inom genrerna deckare, science fiction och romantik.

## Biografi
Love började utveckla visuella romaner när hon studerade på Trent University. I januari 2010 hade hon utvecklat några små datorspel, skrivit en roman och några noveller, och utvecklat en visual novel varje mars tre år i rad. I februari 2010 började hon utveckla sin fjärde visuella roman, Digital: A Love Story, som var den första att få uppmärksamhet från media. Love hade förväntat sig att ungefär lika många personer skulle spela den som hennes tidigare spel, alltså omkring ett dussin personer, men Digital uppmärksammades av spelnyhetstidningar och -webbsidor, såsom PC Gamer och Gamasutra. Spelet fick mycket positiv kritik, och kom på andra-plats i Gamasutras "Best Indie Games of 2010"-lista (sv. "2010:s bästa indie-spel).
Efter Digital jobbade Love med manus och design på sitt första kommersiella projekt, Love & Order, tillsammans med speldesignern Riva Celso. Love sade i efterhand att Love & Order inte var det bästa hon hade gjort, då dejtingsimulatorer inte är hennes starka sida, men att hon tjänade tillräckligt på spelet för att kunna livnära sig ett tag och att det visade henne att hon skulle kunna utveckla spel på heltid.

I mars 2011 utvecklade hon Don't take it personally, babe, it just ain't your story, en andlig uppföljare till Digital, som även den fick positiv kritik, och vann The Daily Telegraphs pris för "bästa manus" i datorspel 2011. Sommaren 2011 började hon utveckla ett större kommersiellt projekt, Analogue: A Hate Story, och släppte det februari 2012. Under spelets utveckling hoppade Love av sin universitetsutbildning under det fjärde året av hennes grundexamen i engelska, då hon kände att hon inte lärde sig särskilt mycket, och inte hade tid med både sin utbildning och utvecklingen av Analogue. Spelet sålde i 30 000 exemplar, vilket ledde till utgivningen av spelets soundtrack, och utvecklingen av den direkta uppföljaren Hate Plus.
Efter Hate Plus började Love att utveckla Ladykiller in a Bind, ett spel som hon beskriver som "en erotisk visuell roman om social manipulation och tjejer som binder fast andra tjejer". I en intervju i januari 2014 med spelnyhetssidan Gameranx sade Love att Ladykiller in a Bind kommer att vara hennes sista datorspel i visuell roman-genren, då hon inte vill bli "fast i gamla hjulspår" och göra samma typ av spel varje gång; hon sade att hon inte ännu vet vad hon kommer att göra härnäst, men att det troligen kommer att vara väldigt olikt de spel hon har utvecklat tidigare.

## Verk
- Cell Phone Love Letter (2007)
- Heart of Fire (2008)
- Sketchbook: Schoolgirls in Love and Other Assorted Heartbreak (2009)
- Digital: A Love Story (2010)
- Love & Order (2011)
- Don't take it personally, babe, it just ain't your story (2011)
- Analogue: A Hate Story (2012)
- Diving Deeper (2012)
- Hate Plus (2013)
- Interstellar Selfie Station (2014)
- Ladykiller in a Bind (2015)